# Francesco Gregorio Billini

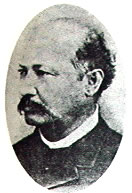
Francesco Gregorio Billini

Francesco (Francisco) Gregorio Billini y Regla (* 25. Mai 1844 in Santo Domingo; † 1898 ebenda) war ein dominikanischer Schriftsteller, Politiker und Präsident der Dominikanischen Republik.

## Biografie
Billini begann seine politische Laufbahn bereits früh als Widerstandskämpfer während der Besetzung der Dominikanischen Republik durch Spanien in den Jahren 1861 bis 1865 und nahm als solcher 1864 unter dem Kommando von José María Cabral an der Schlacht von La Canela und den Kämpfen von Pizarrete teil, weswegen er von der spanischen Besatzungsmacht in gefangen genommen und erst 1865 freigelassen wurde. Nach der Wiederherstellung der Republik (Restauracíon) war er deshalb ein angesehener, aufstrebender Politiker.
Zwischen 1868 und 1874 gehörte er neben Cabral, Gregorio Luperón und Antonio Pimentel zu den führenden Gegnern der Herrschaft von Buenaventura Báez und war auch Gründer einer Zeitung, die sich gegen Báez' Plan einer Annexion der Republik an die USA wandte. Schließlich gehörte er zu den Unterzeichnern eines militanten Aufrufs der Blauen Partei (Partido Azul) zum Sturz von Báez. 1879 war er Gründet und bis zu seinem Tode Herausgeber der Zeitung „El Eco de la Opinión“, der führenden Zeitung der Dominikanischen Republik des 19. Jahrhunderts, aber auch an anderen Zeitungen wie „El Nacional“, „El Cable“, „Letras y Ciencias“, „El Mensa-jero“ und „El Patriota“ beteiligt.
Nach dem Sturz von Báez wurde er 1874 zum Abgeordneten der Deputiertenkammer (Cámara de Diputados) gewählt und gehörte 1880 bis 1882 der Regierung von Fernando Arturo de Meriño als Kriegs- und Marineminister (Ministro de Guerra y Marina) an. 1882 war er Präsident des aus Senat (Senado) und Deputiertenkammer bestehenden Nationalkongresses (Congreso Nacíonal).
Am 1. September 1884 wurde er mit Unterstützung der Blauen Partei als Nachfolger von Ulises Heureaux Präsident der Dominikanischen Republik. Seine Regierungszeit war geprägt durch nationale Maßnahmen zur Förderung der Alphabetisierung sowie der Annahme von durch das liberal geprägte Parlament, die ihn in Gegensatz zu seinem Amtsvorgänger „Lilís“ Heureaux sowie Luperón brachte. Eine der ersten Maßnahmen seiner Regierung war die öffentliche Bekanntmachung einer Generalamnestie, die die Rückkehr von Cesáreo Guillermo, des größten Gegners der herrschenden Blauen Partei, ermöglichte. Dies führte dazu, dass er bereits am 16. Mai 1885 auf Druck der Blauen Partei zugunsten des bisherigen Vizepräsidenten Alejandro Woss y Gil. In seiner Rücktrittsrede führte er aus:
„Als ich die Stufen erklomm, um das Schicksal unseres Mutterlandes zu regieren, obgleich ich auf der letzten Stufe vor der obersten Etage stand, misstraute ich meinem Ruhm, weil ich soviel Gutes für die Republik erreichen musste. Heute, nach dem wenig getan wurde durch die Umstände, scheint es mir, dass dies meinen Ruhm herabsetzt. Die unsterbliche große Republik vermindert meine Eitelkeit und verkürzt den Aufstieg meiner Persönlichkeit. Ich wurde geschaffen um ein Beispiel für das freiwillige Aufgeben der Kontrolle zu geben und gehe nieder im Schatten der Häuser ohne ärmliche Bestrebungen für die Zukunft.“
Nach dem Tode seines Onkels Pater Billini wurde er 1890 Direktor der von diesem gegründeten Schule „Colegio San Luis Gonzaga“.
Neben seiner politischen Laufbahn war er auch als Schriftsteller tätig. Neben Dramen erschien 1892 „Baní o Engracia y Antoñita“, eine Erzählung mit novellenartigen Zügen, in der er die Gewohnheiten und sozialen Charakteristika der Stadt Baní beschreibt. Bereits 1882 erschien sein Theaterstück „Amor y expiación“.